# António Leitão Amaro
António Egrejas Leitão Amaro, né le 2 avril 1980 à Tondela, est un juriste et homme politique portugais.
Il est ministre de la Présidence depuis 2024, dans les XXIVe et XXVe gouvernements constitutionnels, dirigé par Luís Montenegro.

## Biographie
Il est secrétaire d’État à l’administration locale dans le XIXe gouvernement constitutionnel entre avril 2013 et octobre 2015. Il est vice-président du Parti social-démocrate depuis 2022, nommé par Luís Montenegro.
Leitão Amaro est député à l'Assemblée de la République pour les circonscriptions de Viseu et de Lisbonne de 2009 à 2019.
Il est partisan du mariage homosexuel et de l'adoption par les personnes de même sexe,.
En janvier 2024, il est candidat numéro un sur la liste Viseu de l'Alliance Démocratique pour les élections législatives de 2024.